# Saskőy Szabolcs
Saskőy Szabolcs (Budapest, 1970. szeptember 10.–) magyar nemzetközi labdarúgó-játékvezető. Polgári foglalkozása ügyvezető.

## Pályafutása

### Nemzeti játékvezetés
A játékvezetésből 1990-ben, Budapesten, a XIII. ker. Labdarúgó-szövetség Játékvezető Bizottsága (JB) előtt Kürti Imre a BLSZ JB elnöke és id. Lovász László a kerületi JB elnök előtt vizsgázott. A kerületi JB feladásával 1992-től a Budapesti Labdarúgó-szövetség (BLSZ) által üzemeltetett labdarúgó bajnokságokban folytatta sportszolgálatát. A BLSZ JB határozata alapján NB III-as, egyben országos utánpótlás bíró. Az MLSZ JB minősítésével NB II-es, majd 2002-től az NB I-es bíró. 2006-ban a rendőrség csempészet és adócsalás vádjával letartóztatta, majd néhány nap múlva büntetlenül szabadon engedte. A bírósági intézkedés miatt felfüggesztették játékvezetői tisztségéből. A játékvezetők erkölcsi fedhetetlenségét szem előtt tartó Játékvezető Bizottság elnökének döntése értelmében nem kerülhet vissza a szervezetbe, mint játékvezető.
Játékvezetőként és asszisztensként a BLSZ által üzemeltetett, alacsonyabb osztályokban kapott működési lehetőséget. NB I-es mérkőzéseinek száma: 45.
| Időpont              | Helyszín                           | Mérkőzés típusa          | Mérkőzés                  | Eredmény |
| -------------------- | ---------------------------------- | ------------------------ | ------------------------- | -------- |
| 2002. szeptember 14. | Hidegkuti Nándor Stadion, Budapest | első NB I-es mérkőzése   | MTK–BFC Siófok            | 1 – 0    |
| 2006. május 6.       | PMFC Stadion, Pécs                 | utolsó NB I-es mérkőzése | Pécsi Mecsek FC–FC Sopron | 2 – 1    |

### Nemzetközi játékvezetés
A Magyar Labdarúgó-szövetség JB terjesztette fel nemzetközi játékvezetőnek, a Nemzetközi Labdarúgó-szövetség (FIFA) 2005-től tartotta nyilván bírói keretében. A FIFA JB központi nyelvei közül a angolt beszéli. Több nemzetek közötti válogatott- és klubmérkőzésen lehetett a játékvezető 4. segítője. Az Intertotó-kupa tornasorozatban kapott mérkőzést. 2006-ban -felmentették - gazdasági bűncselekménnyel vádolták, aminek következtében nemzetközi tagságát az MLSZ JB azonnali hatállyal visszavonta.

## Külső hivatkozások
- Saskőy Szabolcs. World Referee. (Hozzáférés: 2015. december 31.)[halott link]
- Saskőy Szabolcs. sportmedia.hu. [2015. december 8-i dátummal az eredetiből archiválva]. (Hozzáférés: 2015. december 31.)
- Saskőy Szabolcs. nela.hu. (Hozzáférés: 2015. december 31.)
- Saskőy Szabolcs. focibiro.hu. (Hozzáférés: 2020. november 22.)